# 比勒祖瓦
比勒祖瓦（法語：Billezois）是法国阿列省的一个市镇，位于该省东南部，属于维希区。该市镇的总面积为15.68平方公里，2009年时的人口为379人。

## 人口
比勒祖瓦人口变化图示
| 数据来源：INSEE |